# Anishinaabeg

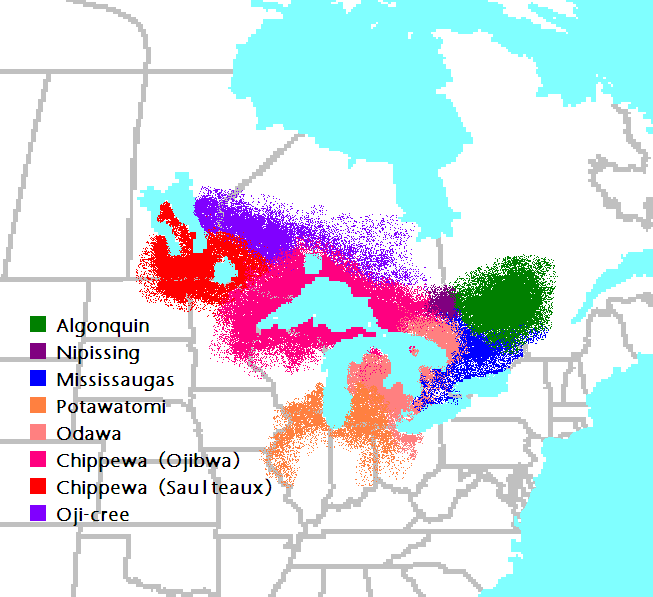
Repartizione degli Anishinaabe e Anishinini verso il 1800

Anishinaabe o anishnabek o anishnabeg significa "popolo delle origini" (original people). Questa denominazione comprende gli algonchini, gli odawa, i saulteaux, gli ojibwe e i potawatomi, tribù indigene che parlano uno dei dialetti della lingua Ojibwe, facente parte della famiglia linguistica delle  lingue algonchine.